# Joseph Rastrelli
Joseph Rastrelli (* 13. April 1799 in Dresden; † 15. November 1842 ebenda; weitere Vornamen Gioseffo oder Giuseppe) war ein deutscher Komponist und Dirigent.
Sein Vater Vincenzo Rastrelli war 1795 bis 1831 Hofkirchen-Komponist an der Katholischen Hofkirche in Dresden und Gesangslehrer der königlichen Familie.
1829 wurde Joseph Rastrelli neben Francesco Morlacchi (1784–1841) und Carl Gottlieb Reißiger Musikdirektor der Katholischen Hofkirche.

## Werke

### Opern
- La distruzione di Gerusalemme (UA 1816 in Ancona)
- La schiava circassa ossia Imene e Virtù (UA 1820 in Dresden)
- Le donne curiose (UA 1821 in Dresden)
- Velleda ossia Il paladino mutolo (UA 1823 in Dresden)
- Amina (UA 1824 am Teatro alla Scala in Mailand)
- Salvator Rosa, oder Zwey Nächte in Rom (UA 1832 in Dresden)
- Bertha von Bretagne (UA 1835 in Dresden)
- Die Neuvermählten (1839)
- Il trionfo di Nabucco il Grande ossia La punizione di Sedecia